# Prostitution en Afrique
 (juillet 2022).
La mise en forme du texte ne suit pas les recommandations de Wikipédia : il faut le « wikifier ».
Les points d'amélioration suivants sont les cas les plus fréquents. Le détail des points à revoir est peut-être précisé sur la page de discussion.
- Les titres sont pré-formatés par le logiciel. Ils ne sont ni en capitales, ni en gras.
- Le texte ne doit pas être écrit en capitales (les noms de famille non plus), ni en gras, ni en italique, ni en « petit »…
- Le gras n'est utilisé que pour surligner le titre de l'article dans l'introduction, une seule fois.
- L'italique est rarement utilisé : mots en langue étrangère, titres d'œuvres, noms de bateaux, etc.
- Les citations ne sont pas en italique mais en corps de texte normal. Elles sont entourées par des guillemets français : « et ».
- Les listes à puces sont à éviter, des paragraphes rédigés étant largement préférés. Les tableaux sont à réserver à la présentation de données structurées (résultats, etc.).
- Les appels de note de bas de page (petits chiffres en exposant, introduits par l'outil «  Source ») sont à placer entre la fin de phrase et le point final[comme ça].
- Les liens internes (vers d'autres articles de Wikipédia) sont à choisir avec parcimonie. Créez des liens vers des articles approfondissant le sujet. Les termes génériques sans rapport avec le sujet sont à éviter, ainsi que les répétitions de liens vers un même terme.
- Les liens externes sont à placer uniquement dans une section « Liens externes », à la fin de l'article. Ces liens sont à choisir avec parcimonie suivant les règles définies. Si un lien sert de source à l'article, son insertion dans le texte est à faire par les notes de bas de page.
- La présentation des références doit suivre les conventions bibliographiques. Il est recommandé d'utiliser les modèles {{Ouvrage}}, {{Chapitre}}, {{Article}}, {{Lien web}} et/ou {{Bibliographie}}. Le mode d'édition visuel peut mettre en forme automatiquement les références.
- Insérer une infobox (cadre d'informations à droite) n'est pas obligatoire pour parachever la mise en page.

Pour une aide détaillée, merci de consulter Aide:Wikification.
Si vous pensez que ces points ont été résolus, vous pouvez retirer ce bandeau et améliorer la mise en forme d'un autre article.

Décriminalisation – pas de poursuites criminelles pour la prostitution
Légalisation – prostitution légale et régulée
Abolitionnisme – la prostitution est légale, mais les activités organisées comme les bordels sont illégales
Néo-abolitionnisme – illégal d'acheter du sexe, légal de vendre du sexe
Prohibition – prostitution illégale
Lois variables suivant les régions

Le statut juridique de la prostitution en Afrique varie considérablement. Il est souvent courant dans la pratique, en partie en raison de la pauvreté généralisée dans de nombreux pays d'Afrique subsaharienne, et est l'un des moteurs de la prévalence du SIDA en Afrique (36,9 % en Afrique subsaharienne). Le Sénégal et la Côte d'Ivoire autorisent l'exploitation de bordels. Dans d'autres pays, la prostitution peut être légale, mais les bordels ne sont pas autorisés à fonctionner. Dans certains pays où la prostitution est illégale, la loi est rarement appliquée.
Les relations sexuelles transactionnelles sont particulièrement courantes en Afrique subsaharienne, où elles impliquent souvent des relations entre des hommes plus âgés et des femmes ou des filles plus jeunes. Dans de nombreux cas, la femme dans une relation sexuelle transactionnelle peut rester fidèle à son petit ami, alors qu'il peut avoir plusieurs partenaires sexuels. Dans ces deux cas, le sexe transactionnel présente un risque accru d'infection par le VIH. En conséquence, le sexe transactionnel est un facteur impliqué dans la propagation du SIDA en Afrique.

## Afrique centrale

### Angola
La prostitution en Angola est illégale,et répandue depuis les années 1990. La prostitution a encore augmenté à la fin de la guerre civile en 2001. L'interdiction n'est pas systématiquement appliquée. De nombreuses femmes se prostituent en raison de la pauvreté. On estimait en 2013 qu'il y avait environ 33 000 travailleuses du sexe dans le pays. De nombreuses femmes namibiennes entrent illégalement dans le pays, souvent via la municipalité frontalière de Curoca (en), et se rendent dans des villes comme Ondjiva, Lubango et Luanda pour travailler comme prostituées.

### Cameroun
La prostitution au Cameroun est illégale mais tolérée, surtout dans les zones urbaines et touristiques. Dans la capitale, Yaoundé, le principal quartier de la prostitution est le quartier de la Mini Ferme. L'ONUSIDA estime qu'il y a 110 000 travailleuses du sexe dans le pays.
Le Cameroun attire le tourisme sexuel de l'Occident, en particulier pour la prostitution des enfants. Le gouvernement camerounais a tenté d'arrêter ce commerce en acceptant des accords multilatéraux tels que des chartes contre le tourisme sexuel, comme la signature avec la Fédération universelle des associations d'agents de voyages (UFTAA).

### République centrafricaine
La prostitution est légale et courante en République centrafricaine,. Procurer ou tirer profit de la prostitution d'autrui est illégal, tout comme contraindre des personnes à se prostituer. La peine est une amende et jusqu'à un an de prison, ou 5 ans s'il s'agit d'un mineur.
La traite des êtres humains et la prostitution des enfants sont un problème dans le pays,. Une étude publiée en 2017 a révélé qu'environ les deux tiers des prostituées de la capitale, Bangui, travaillaient à temps partiel pour compléter leurs revenus ou pour payer les frais de scolarité et d'université. Certaines des prostituées à temps plein visitent les hôtels, les bars et les boîtes de nuit à la recherche de clients fortunés, en particulier des hommes français. On les appelle "pupulenge" (libellules) ou "gba moundjou" (regardez le blanc). Ceux qui travaillent dans les quartiers pauvres sont connus sous le nom de « kata ».

### Tchad
La prostitution au Tchad est illégale, mais courante, surtout dans les centres urbains et le sud du pays. L'ONUSIDA estime qu'il y a 1 200 prostituées dans le pays. Beaucoup viennent du Cameroun,.
Comme dans de nombreux pays d'Afrique subsaharienne, le VIH est un problème au Tchad. Les professionnelles du sexe font partie des groupes à haut risque. Le manque de compréhension de l'infection, la faible utilisation des préservatifs et le faible accès aux soins de santé contribuent à un taux de prévalence du VIH de 20 %. Ce chiffre est susceptible d'être plus élevé dans la région du lac Tchad.

### République démocratique du Congo
La prostitution en République démocratique du Congo est légale mais le code pénal congolais punit le proxénétisme, la tenue d'une maison de débauche ou d'un bordel, l'exploitation de la débauche ou de la prostitution, ainsi que la prostitution forcée. Les activités qui incitent les mineurs ou encouragent la prostitution d'autrui ont été criminalisées. L'ONUSIDA estime qu'il y a 2,9 millions de professionnelles du sexe dans le pays. De nombreuses prostituées congolaises viennent de l'étranger ou sont des enfants sans abri qui ont été accusés de sorcellerie,.
Pendant l'ère coloniale et les années qui ont suivi l'indépendance, le ministère de la Santé a émis des cartes d'appel identifiant les professionnelles du sexe et leur a fourni des contrôles médicaux. Cependant, ce système a été abandonné dans les années 1980. Les lois d'ordre public sont parfois utilisées contre les professionnelles du sexe. Les prostituées de rue dénoncent le harcèlement, la violence et l'extorsion de la part de la police.

### Guinée équatoriale
La prostitution en Guinée équatoriale est illégale. L'ONUSIDA estime qu'il y a environ 6 000 prostituées dans le pays. Le trafic sexuel est un problème dans le pays. Certaines femmes chinoises se livrent à la prostitution en Guinée équatoriale. Avec de fortes concentrations de travailleurs migrants masculins chinois en Guinée équatoriale et dans d'autres parties de l'Afrique. De nombreux hommes chinois avaient demandé des prostituées, y compris des prostituées chinoises.

### Gabon
La prostitution au Gabon est illégale. L'ONUSIDA estime qu'il y a environ 400 prostituées dans le pays. Le trafic sexuel est un problème au Gabon.
Lors de son procès à Paris en 1995, le créateur de mode italien Francesco Smalto a admis avoir fourni au président gabonais de l'époque, Omar Bongo, des prostituées parisiennes pour s'assurer une entreprise de couture d'une valeur de 600 000 dollars par an.

### République du Congo
La prostitution en République du Congo est illégale mais courante. Le gouvernement n'applique pas efficacement l'interdiction. Le trafic sexuel est un problème dans le pays.

## Afrique de l'Est

### Burundi
La prostitution au Burundi est illégale, mais est courante et en augmentation. La prostitution est répandue dans toutes les régions du pays, et en particulier dans la plus grande ville et ancienne capitale, Bujumbura, et avant la crise sécuritaire de 2015, les zones touristiques autour du lac Tanganyika. L'ONUSIDA estime qu'il y a 51 000 prostituées au Burundi. De nombreuses femmes se sont tournées vers la prostitution en raison de la pauvreté,.
Auparavant, les forces de l'ordre faisaient peu d'efforts pour lutter contre la prostitution. Les pressions politiques, notamment de la part du maire de Bujumbura, Freddy Mbonimpa, ont conduit à des répressions dans tout le pays,.
Le VIH, le trafic sexuel et la prostitution des enfants, sont des problèmes dans le pays.

### Comores
La prostitution aux Comores est illégale. Elle se pratique ouvertement dans les hôtels fréquentés par des ressortissants étrangers. L'ONUSIDA estime qu'il y a 200 prostituées sur les îles. Les Comores sont un pays source pour les enfants victimes de trafic sexuel à l'intérieur du pays. Des femmes et des filles seraient victimes de trafic sexuel aux Comores. Les Comoriens peuvent être particulièrement vulnérables au trafic transnational en raison du manque de contrôles adéquats aux frontières, de la corruption au sein de l'administration et de l'existence de réseaux criminels internationaux impliqués dans le trafic d'êtres humains.

### Djibouti
La prostitution à Djibouti est illégale, mais tolérée. L'ONUSIDA estime qu'il y a 2 900 prostituées dans le pays. Beaucoup travaillent dans des bars et des discothèques,. Il y a un quartier chaud dans la ville de Djibouti.
En raison de sa position stratégique, des troupes des États-Unis, de Chine, de France, du Japon, d'Arabie saoudite, d'Italie, la Russie, l'Espagne, l'Allemagne et le Royaume-Uni sont stationnés dans des bases à Djibouti. La présence de ces troupes augmente la demande de prostitution,,. Au cours d'une enquête en 2015, il a été découvert que près de la moitié du département d'ingénierie de la Garde nationale de l'armée du Tennessee avait utilisé des prostituées alors qu'il était stationné à Djibouti.

### Érythrée
La prostitution en Érythrée est légale et réglementée. Les chiffres officiels indiquent qu'il y a environ 2 000 prostituées dans le pays, qui ne sont pas autorisées à opérer à proximité des écoles, des hôpitaux et des églises. Selon les rapports 2009 sur les droits de l'homme, les forces de sécurité suivent parfois des femmes qui se livrent à la prostitution et arrêtent celles qui ont passé la nuit avec un étranger. Certaines femmes entrent dans la prostitution en raison de la pauvreté,.
Les prostituées sont connues localement sous le nom de "shermuta" en arabe, ou "mnzerma" et "me'amn" en tigrinya.

### Éthiopie
La prostitution en Éthiopie est légale, mais le proxénétisme (exploitation de bordels, profit de la prostitution, etc.) est illégal selon l'article 634 du Code pénal éthiopien, tel que révisé en mai 2005. Beaucoup pensent qu'il a contribué à l'augmentation de l'incidence du sida. L'ONUSIDA estime qu'il y a plus de 29 358 prostituées dans les grandes villes.
L'Éthiopie est devenue un aimant pour le tourisme sexuel,,,, y compris le tourisme sexuel impliquant des enfants. En 2015, la scénariste et réalisatrice éthiopienne, Hermon Hailay, a réalisé le film Price of Love, qui s'est inspiré de ses expériences en grandissant auprès de prostituées.

### Kenya
La prostitution au Kenya est très répandue. La situation juridique est complexe. Bien que la prostitution ne soit pas criminalisée par la législation nationale, les règlements municipaux peuvent interdire la prostitution. ( Nairobi a interdit tout travail du sexe en décembre 2017). Il est illégal de profiter de la prostitution d'autrui et d'aider, d'encourager, de contraindre ou d'inciter à la prostitution. (Articles 153 et 154 du Code pénal).
De nombreux hommes et femmes étrangers participent au tourisme sexuel, qui est en plein essor dans les stations balnéaires le long de la côte kényane. Des milliers de filles et de garçons sont impliqués dans la prostitution enfantine à plein temps en raison de la pauvreté dans la région.

### Madagascar
La prostitution à Madagascar est légale et courante, en particulier dans les zones touristiques. Les activités connexes comme le racolage, le proxénétisme, vivre des revenus de la prostitution ou tenir un bordel sont interdites. Les lois sur l'ordre public sont également utilisées contre les prostituées. Il existe des lois récentes contre "l'association avec des prostituées",. Les personnes prises en train de payer pour avoir des relations sexuelles avec des enfants de moins de 14 ans peuvent être passibles de sanctions pénales pouvant aller jusqu'à 10 ans d'emprisonnement. Ceci est strictement appliqué contre les touristes étrangers. Outre les zones touristiques, la prostitution se produit également autour des villes minières de l'intérieur comme Ilakaka et Andilamena. On a estimé qu'il y avait 167 443 travailleuses du sexe dans le pays en 2014.

### Malawi
La prostitution au Malawi est légale,, et répandue autour des hôtels et des bars dans les zones urbaines et touristiques. Vivre du produit de la prostitution est illégal,. En 2015, on estimait qu'il y avait 20 000 travailleuses du sexe dans le pays.
La prostitution se produit autour des centres d' exploitation forestière de Luwawa, Nthungwa, Raiply et Kalungulu,. Les prostituées travaillent dans de petites cabanes autour des villages dans les forêts,.
La traite des êtres humains, le VIH et la prostitution des enfants, sont des problèmes dans le pays.

### Maurice
La prostitution à Maurice est illégale mais pratiquée dans certaines parties de Port Louis et d'autres villes. Beaucoup se tournent vers la prostitution par pauvreté. L'ONUSIDA estime qu'il y a 6 223 prostituées dans le pays.
Le pays est une destination pour le tourisme sexuel, en particulier le tourisme sexuel impliquant des enfants.

### Mayotte
La prostitution à Mayotte se produit sur la rocade et dans les villages de Mtsapere et Kaweni dans la commune de Mamoudzou. Beaucoup de prostituées sont des immigrées illégales de Madagascar et des Comores, qui sont transportées de nuit vers les îles dans des bateaux kwassa-kwassa. Une zone à Passamainty, qui fait également partie de la commune de Mamoudzou, utilisée pour la drogue et la prostitution, a été détruite par les habitants en juillet 2016.

### Mozambique
La prostitution au Mozambique est légale et largement pratiquée, et le pays contient également des bordels illégaux. La majorité de la population reste en dessous du seuil de pauvreté, situation qui offre un terreau fertile au développement de la prostitution.
L'arrivée de soldats de la paix opérant sous les auspices de l'ONU a entraîné une augmentation de l'industrie de la prostitution. En 1992, la prostitution au Mozambique avait atteint de telles proportions qu'un poste de médiateur a été créé entre les militaires d'un côté et les proxénètes et les prostituées de l'autre. Le problème de la prostitution au Mozambique a fait l'objet de discussions internationales pour la première fois au milieu des années 1990, lorsque le chef adjoint de la mission de l'ONU, Behrouz Sadri, a accusé les Casques bleus de l'ONU d'acheter des services sexuels à des prostituées mineures.

### Réunion
À la suite de la loi française interdisant le racolage passif en 2003, la prostitution de rue à la Réunion a été fortement réduite. De nombreuses prostituées utilisent désormais les petites annonces dans des journaux tels que "Clicanoo" (Journal de l'île de La Réunion) et Internet. Certains étudiants de l'Université de La Réunion utilisent la prostitution pour financer leurs études universitaires.

### Rwanda
La prostitution est illégale au Rwanda,, dans tous les aspects. Les prostituées, les clients et tous les tiers impliqués (tels que les proxénètes et les tenanciers de maisons closes) sont criminalisés par le Code pénal. Cependant, un projet de nouveau Code pénal qui n'interdit pas la prostitution a été présenté pour débat au Parlement rwandais en décembre 2017.
En raison de l'immense pauvreté du pays, de nombreuses femmes ont été contraintes de se prostituer pour gagner de l'argent,. En 2012, on estimait qu'il y avait 12 278 travailleuses du sexe dans le pays. On pense que 45,8% des travailleurs du sexe au Rwanda sont séropositifs.

### les Seychelles
La prostitution aux Seychelles est illégale mais reste répandue. La police n'appréhende généralement pas les prostituées à moins que leurs actions n'impliquent d'autres crimes. Beaucoup des 586 prostituées estimées sur les îles sont étrangères.

### Somalie
La prostitution en Somalie est illégale. Bien que les mariages forcés existent dans les zones sous contrôle des insurgés, il y a généralement peu de prostitution volontaire et de relations sexuelles avant le mariage dans le pays selon la Fondation africaine pour la recherche et l'éducation médicales (AMREF). L'ONUSIDA a estimé qu'il y avait 10 957 professionnel(le)s du sexe en Somalie en 2016. Le trafic sexuel et la prostitution des enfants sont des problèmes dans le pays.

### Soudan du sud
La prostitution au Soudan du Sud est légale mais les activités connexes telles que le racolage ou la tenue d'un bordel sont illégales.
Depuis l'indépendance du Soudan en juillet 2011, la prostitution s'est considérablement développée, principalement en raison d'un afflux de prostituées en provenance des pays africains voisins,,,. Dans la capitale, Juba, le nombre de prostituées est passé de quelques milliers au moment de l'indépendance à environ 10 000 en 2014. Juba compte un grand pourcentage de résidents étrangers, y compris des travailleurs humanitaires et du personnel de l'ONU. Beaucoup d'entre eux sont des hommes célibataires ou des hommes mariés vivant loin de chez eux. Leur richesse relative a attiré des femmes et des filles du Soudan du Sud ainsi que du Kenya, du Congo, de l'Ouganda et de Khartoum.
Les travailleurs du sexe sont victimes de harcèlement et de brutalités policières.

### Tanzanie
La prostitution en Tanzanie est illégale mais répandue,,. De nombreuses femmes et jeunes filles sont contraintes de se prostituer en raison de la pauvreté, du manque d'opportunités d'emploi, de la culture et de la désintégration de la cellule familiale,. De nombreux étudiants universitaires doivent se tourner vers la prostitution pour des raisons économiques.
Le trafic sexuel et la prostitution des enfants sont des problèmes majeurs en Tanzanie.
Le pays est une destination pour le tourisme sexuel, y compris le tourisme sexuel féminin et infantile, en particulier dans les stations balnéaires et à Zanzibar,,.

### Ouganda
La prostitution en Ouganda est illégale selon le Code pénal ougandais de 1950, mais est répandue malgré cela,. Beaucoup se tournent vers la prostitution à cause de la pauvreté et du manque d'autres opportunités. Une étude des enseignants de Kampala en 2008 a montré que les enseignants se tournaient vers la prostitution pour augmenter leurs revenus. Une travailleuse du sexe peut gagner environ 1,5 million de shillings ougandais (439 £) par mois, alors que ce serait le salaire annuel d'un enseignant du secondaire. Il y a beaucoup de prostituées kényanes dans le pays.
Le trafic sexuel, le VIH, et la prostitution des enfants sont des problèmes dans le pays.

### Zambie
La prostitution en Zambie est légale, et courante. Les activités connexes telles que la sollicitation et le proxénétisme sont interdites. L'ONUSIDA estime qu'il y a 9 285 prostituées dans la capitale, Lusaka. De nombreuses femmes se tournent vers la prostitution en raison de la pauvreté. Les professionnel(le)s du sexe rapportent que les forces de l'ordre sont corrompues, incohérentes et souvent abusives. À Lusaka, certaines prostituées s'inscrivent dans des collèges pour obtenir une chambre sur le campus pour travailler.
La Zambie a un énorme problème lié à la prostitution des enfants. Il y a une croyance erronée selon laquelle avoir des relations sexuelles avec une vierge guérirait le SIDA. Le VIH et le trafic sexuel sont également des problèmes dans le pays.

### Zimbabwe
La prostitution au Zimbabwe et les actes connexes, y compris la sollicitation, le recrutement et la tenue d'un bordel, sont illégaux, mais prospèrent. La situation économique désastreuse du Zimbabwe a forcé de nombreuses femmes à se prostituer.
En 1983, il y a eu un effort majeur pour éliminer le travail du sexe au Zimbabwe après l'indépendance en rassemblant des centaines de femmes et en les détenant jusqu'à ce qu'elles puissent prouver qu'elles n'étaient pas impliquées dans le commerce, sinon elles étaient envoyées dans des camps de réinstallation. Un certain nombre de groupes de femmes ont soutenu cela comme renforçant le mariage,.

## Afrique du Nord

### Algérie
La prostitution en Algérie est illégale comme la plupart des activités connexes telles que la tenue de bordels et la sollicitation qui sont criminalisées. À la suite de l'arabisation du pays, de la montée de l'islamisme et des troubles civils consécutifs au ralentissement économique causé par la surabondance de pétrole des années 1980, les bordels ont été interdits en 1982. Cela a forcé de nombreuses prostituées à travailler dans la rue. La prostitution est développée dans la majorité des grandes villes algériennes mais aussi dans les stations balnéaires.

### Égypte
La prostitution en Égypte est illégale. La police combat officiellement la prostitution mais, comme presque tous les autres pays, la prostitution existe en Égypte. Les prostituées en Égypte sont égyptiennes, russes et de nombreuses autres nationalités,,,.
Les prostituées de l'Égypte ancienne étaient respectées et même considérées comme sacrées car les premières institutions où la prostitution a prospéré étaient les temples des dieux. Le dieu Amon se livrait à une activité sexuelle avec de nombreuses femmes sous une apparence religieuse. Les familles donnaient souvent leurs plus belles filles aux prêtres de son temple. Dès qu'elles devenaient trop vieilles au goût des prêtres, elles étaient  autorisées à partir. Beaucoup ont pratiqué la prostitution jusqu'à leur mariage.

### Libye
La prostitution en Libye est illégale, mais courante,. Depuis la "révolution populaire" de 1973, des lois fondées sur la zina de la charia sont utilisées contre les prostituées ; la peine peut être de 100 coups de fouet. L'exploitation des prostituées, le fait de vivre des revenus de la prostitution ou de participer à la gestion de bordels sont interdits par l'article 417 du Code pénal libyen. L'achat de services sexuels n'est pas interdit par la loi, mais peut contrevenir à la charia.
De nombreuses travailleuses du sexe viennent du Nigéria (plus de 1 000 en 2015). Il y a aussi des travailleuses du sexe d'autres pays d'Afrique subsaharienne comme le Ghana, le Libéria et la Sierra Leone. Désespérées de fuir la pauvreté de leur pays, elles ont souvent été trafiquées vers la Libye avec la promesse d'un emploi en Italie. Certaines travaillent comme prostituées en Libye pour rembourser la servitude pour dettes dans l'espoir de se rendre en Italie,,.

### Maroc
La prostitution est illégale au Maroc depuis les années 1970. En 2015, le ministère marocain de la Santé estimait qu'il y avait 50 000 prostituées au Maroc, la majorité dans la région de Marrakech.
De nombreux enfants sont vulnérables car les lois sur l'adoption au Maroc sont très rigides et difficiles. La réputation croissante du Maroc d'attirer les pédophiles étrangers l'a amené à signer divers traités internationaux pour faire face au problème,,,,,. La prostitution masculine existe mais est stigmatisée. Les services de santé pour les travailleuses du sexe marocaines comprennent OPALS,,,.

### Soudan
La prostitution au Soudan est illégale mais répandue. L'ONUSIDA estime qu'il y a 212 493 prostituées dans le pays.

### Tunisie
La prostitution en Tunisie est réglementée et confinée à deux petites zones, l'une à Sfax et l'autre, Sidi Abdallah Guech à Tunis. En dehors de ces deux zones, la prostitution est illégale.
À la suite de la révolution de jasmin de 2011, le gouvernement islamiste a fermé les yeux sur l'action fondamentaliste contre les quartiers chauds. Beaucoup ont été incendiés, dans d'autres les prostituées ont été chassées et les bâtiments détruits. Tous sauf ceux de Tunis et de Sfax ont été fermés, ces deux-là étant sauvés par l'action des habitants empêchant les fondamentalistes d'entrer dans les zones jusqu'à l'arrivée de la police et de l'armée.
En 2014, une pétition a été adressée au ministère de l'Intérieur pour autoriser la réouverture du quartier rouge de Sousse, mais cela n'a pas abouti.

## Afrique du Sud

### Botswana
La prostitution au Botswana n'est pas illégale en soi, mais des lois telles que le désordre public, le vagabondage, le flâne et les dispositions religieuses reconnues par l'État sont utilisées pour poursuivre les prostituées. Les activités connexes telles que le racolage et la tenue d'un bordel sont illégales. Le Botswana a fait des propositions pour légaliser la prostitution afin de prévenir la propagation du sida. Cependant, il y a eu une opposition massive de la part de l'Église catholique. La prostitution est répandue et a lieu dans la rue, les bars, les hôtels, les bordels et les taxis des camions longue distance,,.
Le complexe commercial de Gaborone West et les rues qui l'entourent constituent le principal quartier de prostitution de la capitale, Gaborone. Le quartier Itekeng de Francistown (connu localement sous le nom de «Doublers») est le principal quartier de prostitution de la ville. La majorité des prostituées dans les deux villes viennent du Zimbabwe,.

### Eswatini
La prostitution à Eswatini est illégale, les lois anti-prostitution remontant à 1889, lorsque le Swaziland était un protectorat de l'Afrique du Sud. L'application de la loi est incohérente, en particulier près des sites industriels et des bases militaires. La police a tendance à fermer les yeux sur la prostitution dans les clubs. Il y a des répressions périodiques par la police,.
Le sénateur Thuli Mswane et les ONG Swaziland AIDS Support Organization (SASO), Sex Workers Education and Advocacy Taskforce (SWEAT) et Mpumalanga Treatment Action Campaign (TAC) ont recommandé que la prostitution soit légalisée au Swaziland, afin de permettre sa réglementation réduire les dommages causés aux prostituées et limiter la propagation du VIH. Le trafic sexuel, la prostitution des enfants et le VIH sont des problèmes dans le pays.

### Lesotho
La prostitution au Lesotho est légale, mais la sollicitation et l'implication de tiers sont criminalisées par l'article 55 du Code pénal. On estime à 6 300 le nombre de prostituées à Maseru et dans le district de Leribe.
Le VIH est endémique dans le pays, en particulier parmi les travailleurs du sexe, dont la prévalence du VIH est estimée à 71,9 %.

### Namibie
La prostitution en Namibie est légale,, et une pratique courante très répandue. Les activités connexes telles que la sollicitation, le proxénétisme et la participation à la gestion d'un bordel sont illégales. Une étude de la Banque mondiale a estimé qu'il y avait environ 11 000 prostituées en Namibie.
La prostitution sévit dans tout le pays, notamment dans les zones frontalières, les couloirs de transport, Walvis Bay et la capitale Windhoek. La plupart des prostituées sont namibiennes, mais il y a aussi un nombre important de Zambie, du Botswana et d'Angola. La plupart des femmes travaillent de façon indépendante et peu ont des proxénètes.
La plupart des prostituées en Namibie rencontrent leurs clients soit dans la rue, soit dans des bars. Les bars ont souvent une pièce sur place pour les prostituées, et les bordels ont généralement un bar, de sorte que la ligne entre un bar et un bordel est souvent floue. Certaines travailleuses du sexe, plus huppées, sont contactées par téléphone portable ou internet et travaillent dans des clubs et des hôtels haut de gamme.

### Afrique du Sud
La prostitution est illégale en Afrique du Sud pour l'achat et la vente de services sexuels, ainsi que pour les activités connexes telles que la tenue de maisons closes et le proxénétisme Cependant, elle reste répandue. L'application de la loi est médiocre. En 2013, on estimait qu'il y avait entre 121 000 et 167 000 prostituées en Afrique du Sud.
Le VIH, la prostitution des enfants (y compris le tourisme sexuel ) et la traite des êtres humains sont des problèmes dans le pays.

## Afrique de l'Ouest

### Bénin
La prostitution au Bénin est légale mais les activités connexes telles que la tenue d'un bordel et le fait de profiter de la prostitution d'autrui sont illégales. L'ONUSIDA estime qu'il y a environ 15 000 prostituées dans le pays. La plupart d'entre eux sont des migrants des pays voisins, principalement le Nigeria, le Togo et le Ghana. Seulement 15% des prostituées sont béninoises. La prostitution se produit dans les rues, dans les bars, les restaurants, les hôtels et les bordels. Avec l'avènement du smartphone, de nombreuses prostituées utilisent des applications pour prendre des dispositions avec les clients.
Beaucoup de femmes entrent dans la prostitution pour des raisons économiques. Certaines jeunes femmes béninoises apprennent l'anglais afin de pouvoir se rendre au Nigéria pour travailler comme prostituées, car le Nigéria a une industrie du sexe florissante.
Dans les zones rurales, la veuve se tournera discrètement vers la prostitution pour subvenir aux besoins de sa famille. Il s'agit d'une tradition culturelle et sociale qui n'est pas considérée comme de la prostitution par la communauté, mais comme une méthode de préservation du nom de famille. Tous les enfants nés de ces liaisons prennent le nom du mari décédé. Il n'est pas rare qu'une veuve ait cinq enfants après la mort de son mari.

### Burkina Faso
La prostitution au Burkina Faso n'est pas spécifiquement interdite par la loi, mais le racolage et le proxénétisme sont illégaux. La société burkinabé n'accepte les rapports sexuels que dans le cadre du mariage. En 2009, Voice of America a rapporté que le nombre de prostituées au Burkina Faso avait augmenté en raison de la pauvreté du pays. L'augmentation de la prostitution fait craindre une augmentation du nombre de Burkinabés infectés par le VIH et le SIDA.
Dans la capitale, Ouagadougou, la principale zone de prostitution se situe dans le quartier Dapoya.
Bien que l'homosexualité soit illégale dans le pays, la prostitution masculine existe, en particulier dans les zones touristiques.

### Cap-Vert
La prostitution au Cap-Vert est légale et courante,. Il n'y a pas de lois sur la prostitution dans les îles, à l'exception de celles concernant la traite et la prostitution des enfants. L'ONUSIDA estime qu'il y a 1 400 prostituées au Cap-Vert, dont beaucoup venaient du Ghana et du Sénégal avant d'être expulsées par la police,. Certains se tournent vers la prostitution par pauvreté.
Le tourisme sexuel, y compris le tourisme sexuel impliquant des enfants, est un événement majeur au Cap-Vert, en particulier à Santa Maria et dans les stations balnéaires touristiques de l'île capverdienne de Sal,. Les îles sont également une destination pour le tourisme sexuel féminin,.

### Côte d'Ivoire
En Côte d'Ivoire, la prostitution elle-même (échange de sexe contre de l'argent) est légale, mais les activités associées, telles que le racolage, le proxénétisme ou la gestion de bordels, sont illégales. Les professionnel(le)s du sexe rapportent que les forces de l'ordre sont rares et corrompues. La police harcèle parfois les travailleuses du sexe et exige des pots-de-vin ou des faveurs sexuelles,. Les prostituées transgenres sont souvent ciblées par la police et les militaires et soumises à la violence. On estimait en 2014 qu'il y avait 9 211 prostituées dans le pays. La guerre civile a laissé de nombreuses femmes dans le besoin d'un salaire, donc certaines ont eu recours à la prostitution, car le chômage est élevé.
Dans la capitale, Abidjan, la plupart des prostituées viennent du Ghana, du Nigéria, du Togo, du Mali, du Sénégal et d'autres États d'Afrique de l'Ouest, le plus grand groupe étant du Ghana.

### Gambie
La prostitution en Gambie est répandue mais illégale,,. La plupart des prostituées en Gambie sont originaires du Sénégal. La prostitution a lieu sur la plage, dans les bars et les hôtels de la côte. Loin de la côte, la prostitution se déroule principalement dans les bars. Les bars sont fréquemment perquisitionnés et les prostituées étrangères déportées. Ils reviennent souvent en quelques jours. Le taux d'infection par le VIH chez les prostituées est élevé.

### Ghana
La prostitution au Ghana est illégale mais répandue,, à tel point que de nombreux Ghanéens ignorent qu'elle est interdite. Il y a des problèmes croissants de tourisme sexuel, de prostitution enfantine et de traite des êtres humains,. On pense que les taux élevés de chômage et de pauvreté au Ghana sont à l'origine de la croissance de l'industrie du sexe,. Le chômage est une raison pour laquelle les travailleurs adolescents s'engagent dans le travail du sexe,. Un pourcentage élevé de professionnel(le)s du sexe sont vulnérables au VIH.
Certaines prostituées au Ghana font campagne pour que le commerce du sexe soit légalisé, et des discussions ont eu lieu.

### Guinée
La prostitution en Guinée est illégale. On estime qu'il y a 8 357 prostituées dans le pays.
Selon le rapport 2014 sur la traite des personnes, des femmes thaïlandaises, chinoises, vietnamiennes sont également contraintes à la prostitution en Guinée. La demande de prostituées chinoises a particulièrement augmenté parmi les travailleurs migrants chinois qui recherchent des prostituées locales et étrangères.

### Guinée-Bissau
La prostitution en Guinée-Bissau est courante et il n'y a pas de lois sur la prostitution. En 2016, on estimait qu'il y avait 3 138 prostituées dans le pays. Il est souvent associé à d'autres crimes : de nombreux proxénètes seraient également des trafiquants de drogue. La pauvreté conduit de nombreuses femmes à être tentées par la prostitution et la cocaïne.
Beaucoup de prostituées à Bissau et dans d'autres villes de Guinée-Bissau sont des femmes Manjako de Caio dans la région de Cacheu,. Ils ont généralement plus de 30 ans et attendent les clients dans des pièces désignées de leur maison. De temps en temps, ils iront dans un bar local à la recherche de clients. Les prostituées de Caio se rendent également à Ziguinchor au Sénégal et à Banjul en Gambie pour travailler.

### Liberia
La prostitution est illégale mais répandue au Libéria,. On estime qu'il y a 1 822 prostituées dans le pays. Comme son voisin, la Sierra Leone, la prostitution des enfants a connu une augmentation au lendemain de la guerre civile.

### Mali
La prostitution est légale au Mali, mais les activités de tiers telles que le proxénétisme sont illégales. La prostitution est courante dans les villes maliennes. L'ONUSIDA estime qu'il y a 35 900 prostituées dans le pays. La prostitution est en hausse, beaucoup s'étant tournés vers la prostitution à cause de la pauvreté,.
Dans la capitale, Bamako, un grand nombre de prostituées viennent du Nigeria et d'autres pays d'Afrique de l'Ouest. En juillet et août, il y a un afflux d'étudiants de diverses régions d'Afrique de l'Ouest qui se prostituent pendant les vacances d'été. De nombreuses prostituées nigérianes travaillent dans les environs de la mine d'or de Morila.

### Mauritanie
La prostitution en Mauritanie est illégale. On estime qu'il y a 315 prostituées dans le pays. Dans la capitale, Nouakchott, il existe un quartier chaud dans le quartier El Mina. Les forces de l'ordre sont inefficaces et corrompues.

### Niger
La prostitution au Niger est illégale mais courante dans les villes, près des mines et autour des bases militaires. L'ONUSIDA estime qu'il y a 46 630 professionnel(le)s du sexe dans le pays. Beaucoup se sont tournés vers la prostitution à cause de la pauvreté.
Certaines prostituées nigérianes exercent leur métier à la frontière nigérienne, car de nombreuses prostituées sont persécutées dans leur pays d'origine et le Niger est perçu comme étant plus aimable et moins susceptible de les poursuivre pour leur commerce. Les hommes nigérians préfèrent traverser la frontière pour avoir des relations sexuelles car la punition au Nigeria islamique est de 50 coups de fouet pour "procuration d'une femme".
En 2017, le gouvernement a ordonné une répression de la prostitution dans tout le pays.

### Nigeria
La prostitution au Nigeria est illégale dans tous les États du Nord qui pratiquent le code pénal islamique. Dans le sud du Nigéria, les activités des proxénètes ou des maquerelles, la prostitution des mineurs et l'exploitation ou la propriété de bordels sont sanctionnées en vertu des articles 223, 224 et 225 du Code pénal nigérian. Même si la loi nigériane ne légalise pas le travail du sexe à des fins commerciales, il est vague de savoir si ce travail est effectué par une personne indépendante qui opère de son propre gré sans recourir à des proxénètes ou à un bordel. Le Nigéria est devenu un important exportateur de femmes pour la prostitution,,,,. Le vice-président du Sénat Ike Ekweremadu (en) a proposé un projet de loi pour légaliser la prostitution.

### São Tomé et Príncipe
La prostitution à São Tomé et Príncipe est illégale. L'ONUSIDA rapporte qu'il y a 89 prostituées dans la capitale, São Tomé. Lorsque les îles ont été colonisées par les Portugais en 1493 sous Álvaro Caminha, les prostituées faisaient partie des degredados envoyés dans la colonie.[réf. nécessaire]

### Sénégal
La prostitution au Sénégal est légale et réglementée. Les prostituées doivent être âgées d'au moins 21 ans, s'enregistrer auprès de la police, être en possession d'une carte sanitaire valide et avoir un test négatif pour les infections sexuellement transmissibles. Il est légal depuis 1969 de vendre du sexe tant que la prostituée s'est enregistrée, a plus de 21 ans, a un examen médical régulier et peut présenter une carte de rapport médical à jour à la police sur demande selon Under Senegal's Code pénal (articles 318 à 327 bis),,. L'âge moyen d'une travailleuse du sexe au Sénégal est de 28 ans et est une femme. Le Sénégal a la particularité d'être le seul pays d'Afrique à non seulement légaliser la prostitution mais aussi à la réglementer,. La seule condition que ce soit fait discrètement. La prostitution a été légalisée pour la première fois en 1966.

### Sierra Leone
La prostitution en Sierra Leone est légale, et courante. La sollicitation et l'implication de tiers sont interdites par la loi de 2012 sur les délits sexuels. L'ONUSIDA estime qu'il y a 240 000 prostituées dans le pays. Ils sont connus localement sous le nom de «serpents» en raison du sifflement qu'ils utilisent pour attirer les clients.
Depuis la fin de la guerre civile de dix ans en Sierra Leone, il y a eu une augmentation de la prostitution des enfants, en particulier parmi les enfants qui luttent pour survivre. Cela s'est produit malgré le fait que la prostitution des enfants est illégale dans le pays.

### Togo
La prostitution au Togo est légale et courante. Les activités connexes telles que le racolage, vivre des revenus de la prostitution ou le proxénétisme sont interdites. La peine peut aller jusqu'à 10 ans d'emprisonnement s'il s'agit de mineurs ou de violence.
En 2014, on estimait qu'il y avait 10 284 travailleuses du sexe dans le pays. Une enquête de 2011 a révélé que 51% travaillaient dans des bars et 26% dans des bordels. Environ la moitié des professionnel(le)s du sexe du pays sont à Lomé. Selon une étude publiée en 2015, entre 2005 et 2015, la prostitution dans le pays a augmenté de 180 %, et que les trois quarts des prostituées sont togolaises, et les femmes ghanéennes 15 %. Il n'est pas rare que des prostituées se déplacent entre le Togo et les pays voisins pour trouver du travail.

## Voir également